# Záhoříčko (Neustupov)
Záhoříčko je vesnice v okrese Benešov, je součástí obce Neustupov. Leží v katastrálním území Dolní Borek, cca 1,5 km na jih od Neustupova. Je zde evidováno 9 adres.

## Historie
První písemná zmínka o vesnici pochází z roku 1382.

## Další fotografie

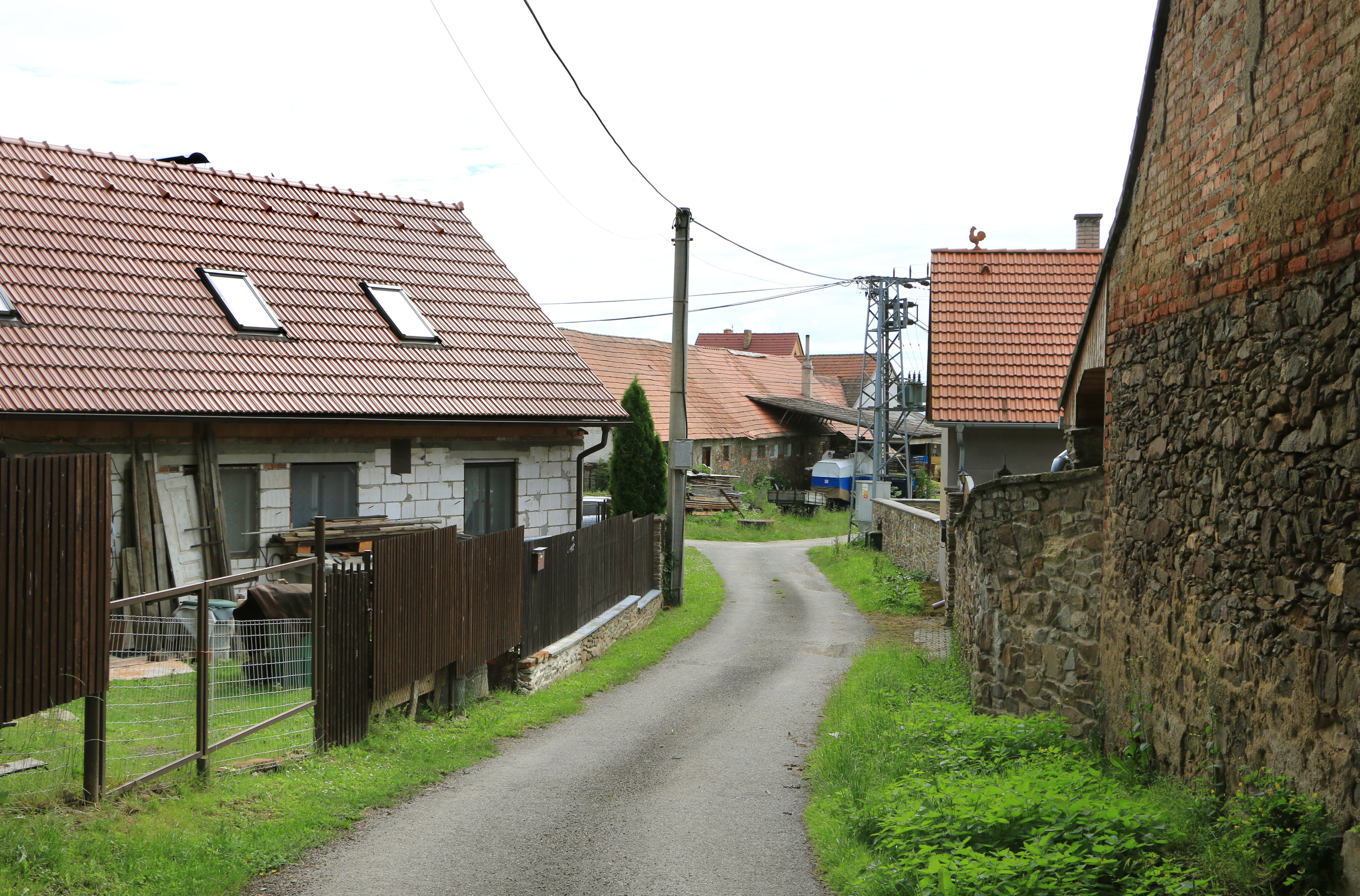
Místní ulice
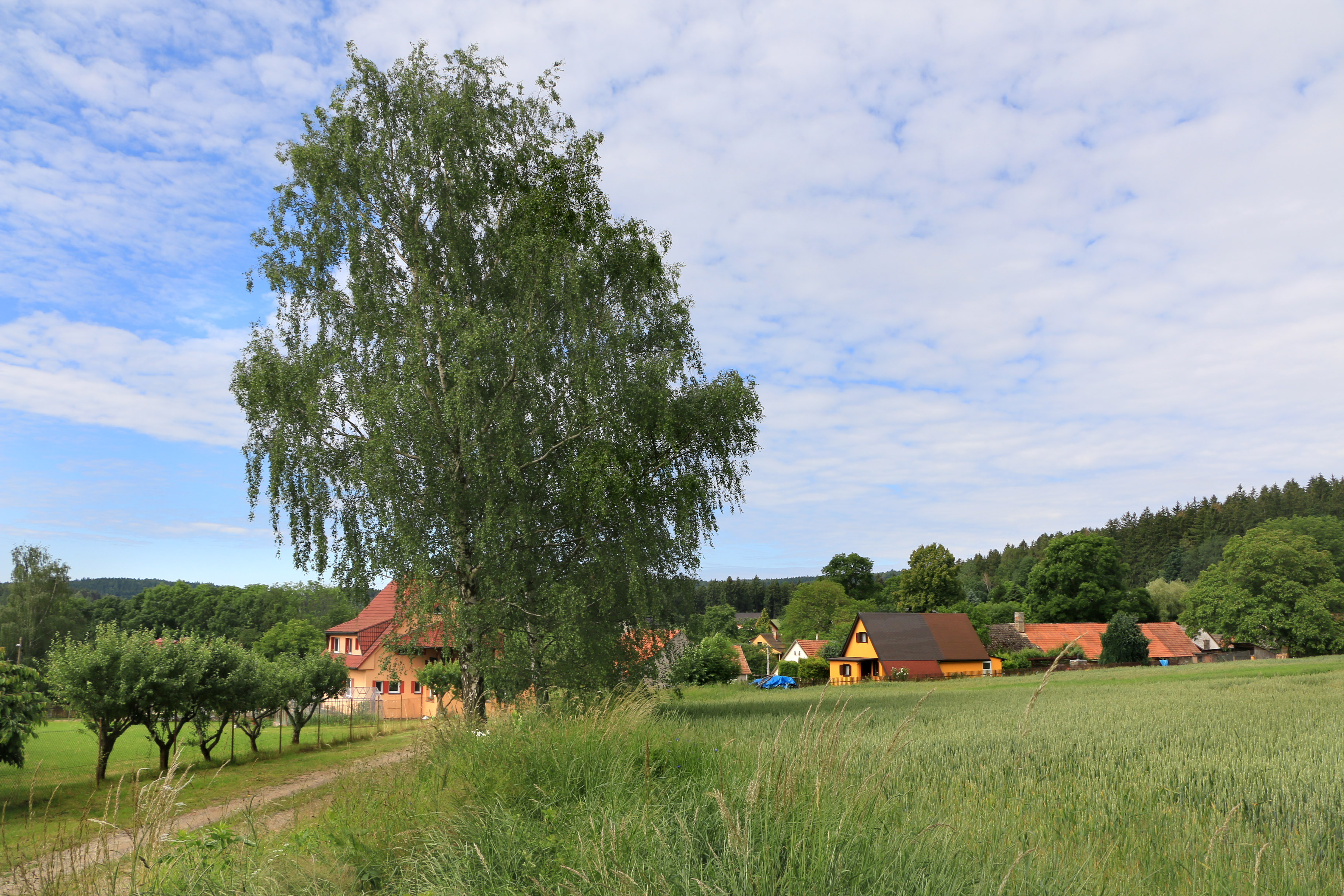
Východní část vsi
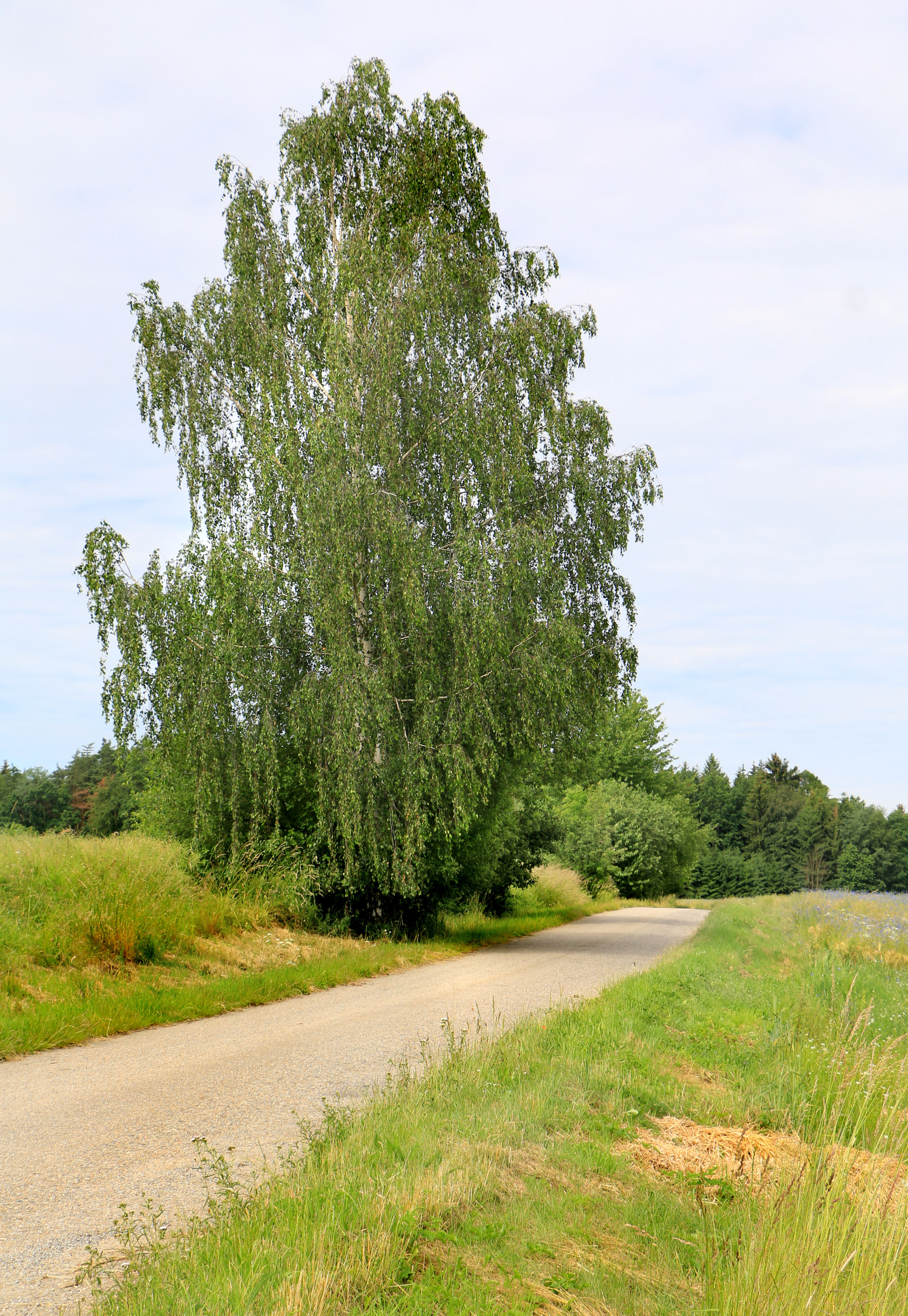
Příjezd k vesnici